# سایاس‌کانست (ماساچوست)
سایاس‌کانست (به انگلیسی: Siasconset) یک منطقهٔ مسکونی در ایالات متحده آمریکا است که در نانتاکت واقع شده‌است. سایاس‌کانست ۲۰۵ نفر جمعیت دارد و ۱۵٫۸۵ متر بالاتر از سطح دریا واقع شده‌است.